# José Alves de Sá Trindade
Dom José Alves de Sá Trindade (São João Nepomuceno, 7 de outubro de 1912 — Montes Claros, 8 de março de 2005) foi um bispo católico brasileiro, e Bispo da Diocese de Bonfim entre 1948 e 1956; e posteriormente de Montes Claros durante o período de 1956 a 1988.